# آي باد 3
آي باد 3 (بالإنجليزية: iPad 3)‏ ويعرف بالآي باد الجديد (The new iPad) كما أطلقت عليه آبل، هو الجيل الثالث من لوحي أبل المسمى آي باد. تم الإعلان عنه في 2010 يناير 1 في سان فرانسسكو وطرح في الأسواق الأمريكية في 2011 يناير 1. الجهاز الجديد يأتي بمعالج إيه 5 إكس، ثنائي النوى بسرعة 1 جيجا هرتز، مزود بمعالج رسوميات رباعي النوى. وبدعم لتقنية الجيل الرابع بترددات محددة.

## التحديثات
- شاشة الريتنا، بعرض 9,7 بوصة: شاشة جديدة للآيباد 3 بوضوح عالي جداً والذي يتحتوي على 3.1 مليون بكسل واربع اضعاف عدد البكسل الموجودة في شاشة الآيباد 2، وأيضاً الشاشة تحتوي على مليون بكسل أكثر من شاشة التلفزيون HDTV. اما بالنسبة لحجم الصورة هو 2048×1536.
- 2048*1536 ميغا بيكسل، مما يعطية خاصية الوضوح أربع مرات أكثر من السابق
- المعالج: رقاقة آبل A5X: إضافة معالج رباعي النواة باسم A5X جديد والذي يحتوي على معالج صور يدعم شاشة الريتنا لضمان وصول صورة رائعة وحركة سلسلة أثناء تشغيل أقوى الألعاب المتوفرة في متجر البرامج مثلاً لعبة Infinity Blade Dungeon الجديدة. والمعالج يقوم بالمحافظة على البطارية لتصل مدة التشغيل إلى 10 ساعات متواصلة.
- الكاميرا: آي سايت 5 ميغا بكسل: كاميرا جديدة للآيباد 3 باسم iSight بحجم 5 ميغا بكسل. وتحتوي على 5 طبقات من العدسات، التي هي نفسها موجودة في كاميرة الآيفون 4 أس. وبدقة عالية في تصوير الفديو بدقة 1080p. وهذه نماذج لصور ملتقطة بكاميرا الآيباد 3.
- مسجل فيديو بدقة 1080p
- الاتصال: 4G LTE تسمح بتصفح الإنترنت بسرعة فائقة: إضافة دعم جديد للشبكات 4G والتي تكون اسرع بكثير من شبكات 3G. تصل سرعة إلى 42Mbps
- الوزن: 1.4 باوند، أثقل من السابق بمقدار 0.05 باوند
- السمك: 9.4 ملم، اسمك من السابق 0.6 ملم
- البطارية: 10 ساعات استعمال، 9 ساعات في حالة 4G LTE

ملاحظات أخرى:
- اما بالنسبة لنظام الجهاز، الآيباد 3 سيأتي بنظام 5.1 مع تغيير في الصورة الافتراضية إلى الزرقاء بدلاً من قطرات الماء.
- وغطاء آبل الذكي للآيباد 2 سيعمل على الآيباد 3.
- نظام iOS 5.1 متوفر للتحميل الآن.
- إطلاق تطبيق iPhoto جديد للآيباد.
- تحديث جديد لكل من حزمة iWork وGarageBand وiMovie.

## دعم الجيل الرابع في المنطقة العربية
لا تدعم ترددات الجيل الرابع التي يدعمها الجهاز، الترددات التي تستخدمها الشركات في الدول العربية وأنحاء أخرى من العالم كأستراليا.